# Pangolin des Philippines
Manis culionensis
Espèce
Statut de conservation UICN

 CR  : 
En danger critique
Statut CITES
Le Pangolin des Philippines (Manis culionensis) est une espèce de mammifères couverte d'écailles kératineuses de la famille des Manidae. Cette espèce est endémique des Philippines et ne se rencontre que dans la région faunistique de Palawan. Il pèse 4–7 kg et fait 100–130 cm de long. Proche du Pangolin javanais, vivant à l’origine dans les forêts primaires et secondaires de plaine, son habitat s’est étendu aux mosaïques de forêts-prairies, aux forêts d’arrière plage et aux mangroves. Il se nourrit de fourmis et de termites qu’il prélève au sol ou dans les arbres.
Le Pangolin des Philippines est classé sur la Liste rouge de l'IUCN des espèces menacées comme une « espèce en danger critique » d'extinction. Les peuples autochtones de Palawan l’utilisent depuis toujours à des fins de subsistance, pour se soigner et dans des rites pour écarter les mauvais esprits. L’espèce est aussi braconnée pour le commerce de son sang, de sa viande et de ses écailles. Le commerce illégal de ses écailles vers la Chine a fait augmenter les prix et constitue une forte incitation financière aux populations à le braconner et le vendre illégalement. En Chine, les écailles entrent dans plus de 60 agents curatifs et sont commercialisées par plus de 200 sociétés pharmaceutiques.

## Dénomination

### Étymologie
Le nom de genre Manis vient du latin Mânes « esprit des morts, fantôme » en raison des mœurs nocturnes du pangolin.
L’épithète spécifique culion.ensis dérive du nom de l’île de Culion située à la pointe nord-est de Palawan, aux Philippines et du suffixe latin -ensis, « qui vit dans, originaire de », en référence au lieu de sa découverte.
En français, le nom commun pangolin vient d’un mot malais penggoling, signifiant « celui qui s’enroule ». En malais moderne, c’est teggiling. Le terme a été introduit en français par Buffon  dans son Histoire naturelle (tome X) en 1763.

### Histoire de la nomenclature
L’espèce a d’abord été décrite en 1895 par le frère dominicain de Elera (d) dans Catálogo sistemático de toda la fauna de Filipinas à Manille, sous le nom de Pholidotus culionensis, puis dans l’édition de 1915 dans Contribución a la Fauna Filipina qui fait maintenant référence.
Après avoir été mise dans le sous-genre Paramanis en 2005, l’espèce a été incluse dans le genre Manis (Gaubert et al., 2018).
Bien qu’elle fût considérée à l’origine comme une espèce à part (Costa de Elera, 1915), la plupart des zoologues qui suivirent, ne la distinguèrent pas de Manis javanica, le pangolin javanais, ou la traitèrent comme une sous-espèce de cette dernière. Gaubert et Antunes ont trouvé six caractères morphologiques pour distinguer les deux espèces. La distinction de Manis culionensis de Manis javanica fut confortée par les analyses génétiques de Gaubert et al, 2018.

## Description
Le pangolin des Philippines est un mammifère de taille moyenne, de 4–7 kg et de 100–130 cm de long.
L’espèce possède une dimorphisme sexuel, avec les mâles plus gros que les femelles.
Sur le plan morphologique, l’espèce est très proche du pangolin javanais. Le corps est en partie couvert d’écailles kératineuses, se chevauchant, et croissant à partir de la peau. Seuls n’est pas couvert : le ventre, les faces internes des membres, une partie de la tête où la peau est rose et couverte de poils blancs. La queue représente environ 90 % de la longueur tête+corps.
Il y a 19–21 écailles transversales. En tout, on compte de 850 à 1 000 écailles. Les écailles dorsales sont grandes et rhomboïdales et font une taille double de celles de la première rangée post-scapulaire. Certaines écailles de la partie distale de la queue du juvénile sont d'abord blanches translucides puis noircissent avec l’âge. Les pavillons des oreilles sont présents. L'animal ne possède pas de dents mais est doté d’une langue très longue qui se rétracte dans un  étui dans la gorge.
L’animal possède 5 doigts à chaque membre, terminés par une griffe. La plus grosse est au milieu, la première et la cinquième sont vestigiales. La taille des doigts et des griffes des membres avant et arrière sont semblables.

## Écologie et comportement

### Écologie
L’espèce est semi-arboricole.

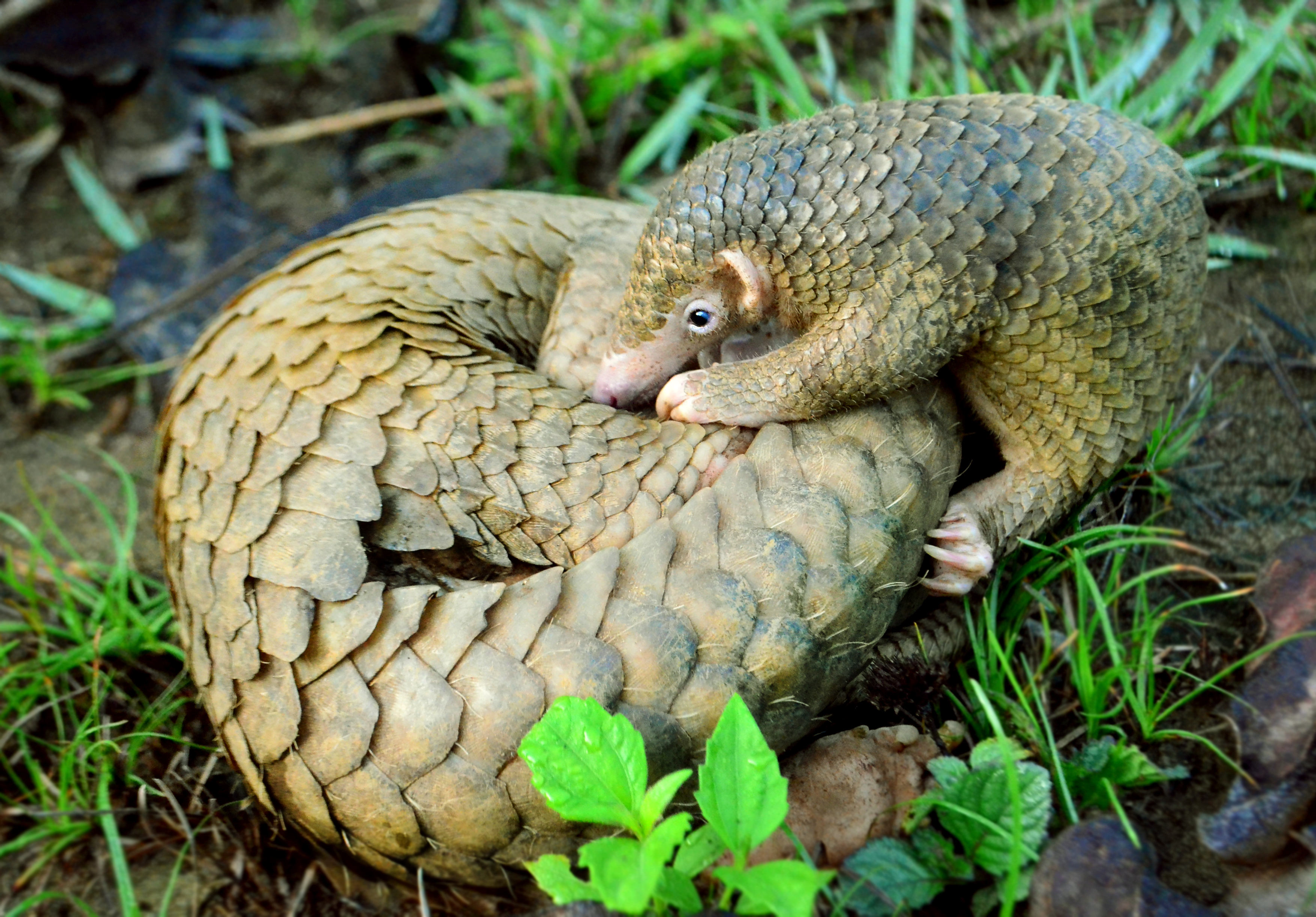
Un jeune pangolin et sa mère

Le domaine vital du mâle est en moyenne de 61 ha avec une zone centrale (où l’animal passe plus de 50 % du temps) de 47 ha. Les domaines vitaux des mâles ne se chevauchent pas, ce qui suggère que l’espèce est territoriale. Les domaines vitaux mesurés de deux femelles sont de 47 ha et 75 ha. Les mâles parcourent en moyenne 4 km par 24 h et les femelles 3 km.
Les gîtes d’habitation sont des terriers dans le sol de la forêt, dans des cavités d’arbres, ou des tanières entre des racines en contrefort d’arbres, ou dans des rochers. Ils sont situés loin des hommes, sur des sols en forte pente, à 100–200 m d’un point d’eau, conditions similaires à celle du pangolin de Chine. Les sites sont occupés pendant deux à trois jours de suite, avant que l’animal n’aille s'installer dans un autre gîte.
Le pangolin des Philippines chasse aussi bien au sol que dans les arbres.
Les prédateurs non-humains  sont les pythons comme le python réticulé (Malayopython reticulatus).

### Comportement
Le pangolin des Philippines est un animal solitaire et principalement nocturne, se reposant le jour et s’activant la nuit. Les phases d’activité semblent influencées par les phases de la lune. Schoppe et Alvarado ont observé qu'un jeune mâle a émergé de sa tanière dès midi pendant la nouvelle lune et est revenu avant minuit, mais pendant la pleine lune, il est apparu au crépuscule et est revenu aux premières heures du matin.
L’espèce est quadrupède, semi-arboricole. C’est un bon grimpeur, capable de se tenir son équilibre en enroulant sa queue autour des branches.
Il se nourrit de fourmis et de termites, prélevés sur le sol ou dans les arbres. Il éventre les fourmilières de ses griffes avant et capture les insectes en projetant sa longue langue gluante à leur contact. Il ne détruit pas complètement les nids de fourmis ou de termites et leur permet de récupérer afin de pouvoir revenir plus tard.
Lorsqu'il perçoit une menace au loin, il cherche à fuir, sinon il se roule en boule. Sa carapace écailleuse le protège alors efficacement des prédateurs de la faune sauvage, mais pas des humains qui peuvent alors s'en emparer facilement.

## Habitat
Le pangolin des Philippines vit dans les forêts de plaine primaires et secondaires mais aussi dans les mosaïques de prairies-forêts et forêts de plaines exploitées dans lesquelles la majeure partie du bois marchand a été extraite, dans les écosystèmes agricoles, dans les zones côtières proches des forêts d’arrière plage et dans les mangroves, et les forêts fluviales.
Le pangolin semble chercher les figuiers étrangleurs (Ficus spp.) car leurs fruits attirent les fourmis et leurs racines fournissent des gîtes pour s’abriter. L’espèce semble bien s’adapter aux habitats dégradés.

## Répartition

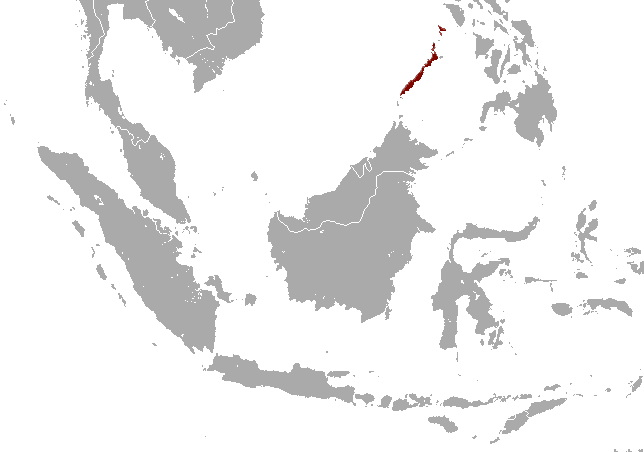
Aire de distribution du pangolin des Philippines.

Endémique dans la région faunistique de Palawan, le pangolin des Philippines vit sur l’île de Palawan et les îles Calamian situées au nord de Palawan. Parmi les îles Calamian se trouve l’île Culion qui a donné son nom au pangolin Manis culionensis.

## Population
La densité de population estimée pour le centre et le sud de Palawan est 2,5 adultes/km2. La densité de population dans les îles au nord-est de Palawan est un peu plus élevée : 3,5–4,0 km2. Les peuples autochtones signalent que l'espèce était commune à la fin des années 1960, lorsque la densité de la population humaine était plus faible et le couvert forestier beaucoup plus élevé. Plusieurs groupes de peuples autochtones des tribus Tagbanua, Batak et Palaw’an et Cuyunon de Palawan et des îles Calamian ont estimé le déclin de la population à 85 % dans le sud de l’aire de répartition de l’espèce et à 95 % dans le nord entre 1980 et 2018.

## Relation avec l’espèce humaine

### Statut de conservation
Le pangolin des Philippines est classé sur la Liste rouge de l'IUCN des espèces menacées comme une « espèce en danger critique » d’extinction. L’espèce est incluse dans l’Annexe I de la CITES,.

### Menaces
La surexploitation de l’espèce est due à la consommation locale et au trafic international de ses écailles vers la Chine.
Les peuples autochtones de Palawan l’utilisent depuis toujours à des fins de subsistance, pour se soigner et dans des rites. Ils consomment la viande pour se nourrir, souvent avec des avantages perçus pour la santé. Les écailles sont utilisées pour traiter l’asthme. Les peuples Palaw’an de Bataraza (municipalité au sud de Palawan) fixent des écailles sur leurs ceintures pour traiter les maux de dos, et plusieurs communautés autochtones les utilisent pour écarter les mauvais esprits. À Brooke's Point, les peuples autochtones boivent le sang comme élixir de jeunesse.
L’espèce est aussi braconnée pour le commerce de son sang, de sa viande et de ses écailles. Le braconnage est particulièrement élevé dans le nord de Palawan. Il existe une demande interne substantielle pour la viande et les écailles de pangolin, particulièrement dans les grandes villes.
Les données commerciales de la CITES indiquent qu'environ 10 000 pangolins, trouvés sous forme de peaux, ayant l'objet d'un commerce international dans les années 80, sont originaires des Philippines. Malgré une baisse du commerce international des peaux de pangolins après 2000, le commerce international s'est par ailleurs poursuivi illégalement.
Les itinéraires de trafic exacts ne sont pas bien documentés, mais l'espèce est commercialisée illégalement vers la Malaisie orientale et la Malaisie péninsulaire pour exportation ultérieure vers la Chine. Les 200 sociétés pharmaceutiques chinoises fabricant des remèdes pour la médecine traditionnelle chinoise (MTC), recherchent activement les écailles de pangolin. On soupçonne que les écailles de pangolin des Philippines exportées vers la Chine, sont par la suite importées sous forme de remèdes de MTC pour la consommation des Philippins.
Les prix élevés sur le marché fournissent une forte incitation financière pour les populations locales et les peuples autochtones à braconner et à vendre illégalement des pangolins. Les autorités policières et judiciaires des Philippines ayant peu de moyens, les trafiquants peuvent poursuivre leur activité avec très peu de risques.